# Plinia grandifolia
Plinia grandifolia là một loài thực vật có hoa trong Họ Đào kim nương. Loài này được (Mattos) Sobral miêu tả khoa học đầu tiên năm 1994.